# Estação Los Taínos
A Estação Los Taínos é uma das estações do Metrô de Santo Domingo, situada em Santo Domingo, entre a Estação Máximo Gómez e a Estação Pedro Livio Cedeño. Administrada pela Oficina para el Reordenamiento del Transporte (OPRET), faz parte da Linha 1.
Foi inaugurada em 29 de janeiro de 2009. Localiza-se no cruzamento da Avenida Máximo Gómez com a Avenida Nicolás de Ovando.